# Dragon City
Dragon City  es un juego gratuito de una red social desarrollado y publicado por Social Point. Fue lanzado en Facebook el 8 de mayo de 2012, iOS el 21 de marzo de 2013 y Android el 3 de julio de 2013. En agosto de 2013, el juego también se lanzó en tablets Intel Atom para Android.

## Jugabilidad
Dragon City es un juego que trata sobre dragones gratuito que sigue a los jugadores para criar sus propios dragones y diseñar una ciudad llena de ellos en islas flotantes. El oro producido por dragones se puede usar para comprar y mejorar edificios y hábitats (estos también se pueden actualizar con fichas elementales en niveles posteriores). Las granjas intercambian oro por comida (que parecen tomates), las cuales se pueden usar para subir de nivel a los dragones que los hacen evolucionar, mejorar la fuerza (salud y poder) dependiendo de la rareza del dragón y aumentar la producción de oro. La cría permite que dos dragones de nivel 4 o superior produzcan un dragón híbrido o un dragón legendario. Las gemas son la moneda premium que se puede recolectar a través de compras dentro de la aplicación; y por otras tareas para recolectar gemas. 
Las arenas, las ligas y las misiones son diferentes tipos de batallas en las que uno de los tres dragones del jugador lucha contra uno de los tres dragones del oponente. Cuando están en la batalla, los dragones pueden tener una habilidad de daño fuerte (pero también pueden tener daño débil o nulo, así como daño normal), dependiendo de los elementos del dragón. Las ligas te permiten usar cualquier combinación de dragones, incluidos solo uno o dos, suponiendo que hayan alcanzado al menos el nivel 4. Además, las arenas y las misiones pueden tener requisitos adicionales, como elementos o rareza.
Una vez que un jugador ha alcanzado el nivel de jugador 27, aparece el Mundo Antiguo, que es un área del juego donde el oro se puede intercambiar por cristales (rubí, zafiro, topacio, esmeralda, ónix, diamante) que se pueden recolectar de las minas, las cuales se pueden utilizar para convocar dragones antiguos. La estación de crafteo solía fabricar cristales equivalentes al cristal actual con numerosos cristales en bruto y cristales previamente elaborados con platino. El platino es generado por los dragones antiguos de manera similar a como los dragones normales generan oro.
A partir de octubre de 2022, hay 1.781 dragones compuestos de elementos básicos de dragón Tierra, Fuego, Mar, Natura, Eléctrico, Hielo, Metal, Oscuro, Luz, Guerra, Puro, Legendario, Primario,Viento y Tiempo, mientras que los elementos del dragón antiguo son Belleza, Caos, Magia, Sueño, Alma y Felicidad ; hay nueve dragones guardianes (una torre por isla para las islas 1 a 9) que se utilizan para mejorar los aspectos de todo el juego; y hay 18 dragones antiguos en el mundo ancestral .

## Recepción
En el diciembre de 2012, The Next Web anunció que Dragon City ocupaba el puesto número 2 en los 25 juegos mejor calificados de Facebook ese año. con 80 millones de jugadores